# 朝鲜劳动党中央军事委员会2014年3月扩大会议
朝鲜劳动党中央军事委员会在2014年3月举行扩大会议，会议在朝鲜首都平壤举行。参加会议的有朝鲜劳动党中央军事委员会委员、人民军党委员会执行委员、各军种和军级单位指挥成员。朝鲜中央通讯社在2014年3月17日报道了该会议，称朝鲜劳动党中央军事委员会委员长金正恩亲自主持会议，但是并未公开会议的具体时间。

## 会议过程
- 金正恩在会议上分析总结了去年人民军的工作，提出今年人民军应该抓紧实施的纲领性任务和途径。会议讨论了全军进一步切实树立劳动党的唯一领军体系、千方百计加强人民军的军事斗争准备和战斗力、彻底解决军人生活及加强国防力量等问题，并作出相关决定[1]。会议还讨论了组织问题，但并未对外公布人事变动的具体情况。

## 上次扩大会议
上次朝鲜召开劳动党中央军委扩大会议是在2013年8月，由金正恩主持。目前劳动党自金正恩上台后，已经召开了三次军委扩大会议。在金正日时期，国防委员会掌握朝鲜最高军事权力，劳动党中央军事委员会的活动没有对外报道。金正日一般以人民军最高司令官和国防委员会委员长的身份指挥军队，领导军事工作。外界也不了解劳动党中央军事委员会如何运作。现在，朝鲜劳动党中央军事委员会扩大会议成为外界了解劳动党中央军委运作机制的重要窗口。